# Olga Pall
Olga Pall, née le 3 décembre 1947 à Göstling an der Ybbs, est une skieuse alpine autrichienne.

## Palmarès

### Jeux olympiques
| Épreuve / Édition | Descente | Géant | Slalom |
| JO 1968 Grenoble  | Or       | 5e    | 9e     |

### Championnats du monde
| Épreuve / Édition         | Descente | Géant | Slalom | Combiné |
| JO 1968 Grenoble          | Or       | 5e    | 9e     | 5e      |
| Mondiaux 1970 Val Gardena | 13e      | —     | —      | —       |

### Coupe du monde
- Meilleur résultat au classement général : 8e en 1968
  - Vainqueur de la coupe du monde de descente en 1968
  - 3 victoires : 3 descentes
  - 5 Podiums

#### Saison par saison
- Coupe du monde 1967 :
  - Classement général : 19e
- Coupe du monde 1968 :
  - Classement général : 8e
    - Vainqueur de la coupe du monde de descente
    - 2 victoires en descente : Bad Gastein et Grenoble (Jeux Olympiques)
- Coupe du monde 1969 :
  - Classement général : 13e
    - 1 victoire en descente : Sankt Anton (Arlberg-Kandahar)
- Coupe du monde 1970 :
  - Classement général : 30e

## Arlberg-Kandahar
- Vainqueur de la descente 1969 à Sankt Anton